# كويزبة
هي قرية فلسطينية صغيرة تضم مواقع أثرية عديدة تقع شمال محافظة الخليل على بعد 13 كم من مركز المحافظة وتبعد 2 كم عن بلدة سعير، التي ترتبط معها في كل تعاملاتها واحتياجاته الحياتية، وتتسم القرية بهدوئها وجوها المعتدل صيفا وقربها من الطريق الرئيسي الواصل بين الخليل وحلحول من جهة والقرى الشمالية من جهة أخرى، كذلك تعتبرا ممرا يصل بين الخليل وبيت لحم في الحالات الطارئة، تشتهر القرية بكثرة وجود المياة فيها، يعمل اهلها بزراعة الخضروات والعنب والزيتون وتعتبر الزراعة المصدر الرئيسي للدخل فيها.

## التاريخ
في 21 مارس 2005، قرر رئيس الوزراء الفلسطيني أحمد قريع إلغاء مجلس قروي كويزبة وعرقان طراد وضم المنطقتين إلى مجلس بلدي سعير.